# Ololiuqui
L’ololiuqui (ololiuhqui ou ololiúqui) est une drogue préparée avec des graines de diverses plantes de la famille des Convolvulaceae dont les propriétés enthéogènes sont au centre d'un usage rituel au Mexique et en Amérique centrale.
La préparation varie en fonction des ethnies. Elle contient des graines d'Ipomoea tricolor (badoh negro pour les Zapotèques)  ou de Turbina corymbosa (badoh pour les Zapotèques).
Les auteurs différencient généralement l’ololiuqui du tlitliltzin en associant uniquement l'une des plantes à l'un des noms, ainsi il est courant de voir les graines d’Ipomoea tricolor associées au tlililtzin et celles de Turbina corymbosa à l’ololiuqui. 
Turbina corymbosa possède plusieurs synonymes : Ipomoea sidaefolia, Rivea corymbosa.
Selon certains auteurs, Ipomoea purpurea est aussi utilisée et plutôt associée au tlitliltzin.

## Historique
Elles ont été utilisées par les sociétés précolombiennes comme en témoignent des fresques ou des pièces de poterie trouvées à Teotihuacan et à Tepantitla datant de 400 ou 500 apr. J.-C. et sont encore consommées notamment par les Zapotèques, les Mazatèques, les Chinantèques et les Mixtèques au Mexique.
Cette consommation, considérée comme hérétique, fut persécutée par l'Église et poussée vers une sorte de clandestinité qui ne fut découverte que tardivement par les botanistes et les ethnologues.
En 1955, le psychiatre Humphry Osmond décrit l'effet psychotrope des graines attirant l'intérêt des chimistes. Mais c'est Albert Hofmann qui met en évidence la présence d'ergine en  1959.
Pour l'anecdote, après la publication de Hofmann confirmant la présence d'un dérivé proche du LSD - à un moment où celui-ci devient difficile à trouver - dans les graines, les ventes d'Ipomoea tricolor connurent un envol qui cessa rapidement, l'effet plus apathique étant sensiblement différent de celui du LSD.

### Identification des graines
Selon Bernardino de Sahagún, il existe trois plantes portant le nom d’ololiuqui dont l'une s'appelle « coatl xoxouhqui » (plante serpent vert).
Selon les illustrations et la description de Francisco Hernández, il s'agirait bien de Convolvulacées.
Dans les années 1910, certains auteurs, dont Hartwich et Safford ont émis l'hypothèse que les graines seraient des Solanacées et les assimilent à Datura meteolides.
En 1934, B. P. Reko publie un livre sur l'histoire de l'usage de l’ololiuqui et définit les graines comme Turbina corymbosa.
C'est Richard Evans Schultes, en 1939, qui collecte des spécimens chez les Zapotèques et publie, en 1941, une synthèse des connaissances sur l'ololiuqui et l'associe clairement à Turbina corymbosa.
En 1960, MacDougall publie une étude sur l'usage hallucinogène des graines d'Ipomoea tricolor, ce qui sera confirmé par Parsons qui mentionne le nom zapotèque badoh negro.
C'est Wasson qui a suggéré que le narcotique aztèque mentionné dans certaines vieilles chroniques sous le nom tlililtzin soit Ipomoea tricolor.
Les graines de Turbina corymbosa sont brunes et rondes ; les graines d'Ipomoea tricolor sont noires, longues et anguleuses.
En 2011, des champignons épiphytes associés à Turbina corymbosa et à Ipomoea asarifolia à l'origine de la production des alcaloïdes ergotiques ont été décrits respectivement sous les noms de Periglandula turbinae U. Steiner, E. Leistner et Schardl et Periglandula ipomoeae U. Steiner, E. Leistner et Schardl.

## Pharmacologie
Ces graines contiennent des alcaloïdes hallucinogènes dont l'ergine : 0,06 % pour Ipomoea tricolor et 0,012 % pour Turbina corymbosa.
Elles contiennent aussi de l'isoergine et d'autres alcaloïdes du type ergoline.
D'autres volubilis contiennent les mêmes alcaloïdes mais en taux plus faible.

## Usage rituel
Les natifs américains réduisent les graines en poudre qu'ils diluent dans l'eau, et filtrent le liquide obtenu avant de le consommer. 
L'ingestion peut induire des troubles digestifs (nausées, vomissements, etc).
Les effets se composent d'une grande sensation de fatigue puis une apathie accompagnée d'une hypersensibilité aux stimuli visuels, suivie d'une phase de sommeil.

## Note
1. 1 2 3 4  Denis Richard, Jean-Louis Senon et Marc Valleur, Dictionnaire des drogues et des dépendances, Paris, Larousse, 2004, 626 p. (ISBN 978-2-03-505431-9)
2. ↑  Michel Hautefeuille et Dan Véléa, Les drogues de synthèse, Paris, Presses universitaires de France, coll. « Que sais-je ? », 2002, 127 p. (ISBN 978-2-13-052059-7)
3. ↑  Peter T. Furst (trad. de l'anglais), Introduction à la chair des dieux, Paris, Éditions L'Esprit frappeur, 2000, 28 p. (ISBN 978-2-84405-097-7, OCLC 300710530)
4. 1 2 3  Albert Hofmann (trad. de l'allemand), LSD mon enfant terrible, Paris, L'Esprit frappeur, 1979 (réimpr. 1989, 1997, 2003), 243 p. (ISBN 978-2-84405-196-7, OCLC 469636095)
5. 1 2 3 4 5 6 7 8  Richard Evans Schultes (trad. de l'anglais), Un panorama des hallucinogènes du Nouveau Monde, Paris, Éditions L'Esprit frappeur, 2000, 116 p. (ISBN 978-2-84405-098-4)